# 坎波萨诺
坎波萨诺（義大利語：Camposano），是意大利那不勒斯省的一个市镇。总面积3.22平方公里，2009年人口5,408人，人口密度1,679.5人/平方公里。ISTAT代码为063013。